# Aikido
Aikido (jap.: kanji: 合氣道, hiragana: あいきどう, romaji: Aikidō), najmlađa japanska borilačka vještina. 

## Povijest
Iako je aikido najmlađa japanska borilačka vještina, njeni korijeni leže duboko u prošlosti zemlje iz koje dolazi Japana. Aikido osmislio Morihei Uešiba (1883. – 1969.), također poznat među aikidokama kao O-sensei (Veliki učitelj) tijekom razdoblja od 1930. do 1960. Tehnički, veliki dio aikida je temeljen na školi Daito-rju Aiki-džiju-džicu, školi borilačke vještine džiju-džicu. Aikido posjeduje i značajnu duhovnu komponentu.
Naziv aikido nastao je od tri japanska znaka, 合氣道; : ai, ki i do. Njihovo značenje obično se prevodi kao harmonija, energija i put, tako da aikido može biti preveden kao način harmonije kroz energiju. Druga uobičajena interpretacija znakova je harmonija, duh i put što bi se moglo prevesti kao način duhovne harmonije. Oba prijevoda govore o činjenici da su tehnike aikida razvijene tako da kontroliraju napadača kontrolirajući i preusmjeravajući napadačevu energiju umjesto da se blokira. (Korejska borilačka vještina poznata kao hapkido koristi ista tri znaka: neki misle kako je to povijesna poveznica kroz Daito-rju aiki-džiju-džicu, glavni izvor tehnika aikida).
Osnivač aikida, Morihei Ueshiba vježbao je više borilačkih vještina (sumo, džudo, različite forme džiju-džicu i mačevanja), prije nego što je došao u kontakt sa Sokakuom Takedom od kojeg je učio Daito-rju Aiki-džiju-džicu. Tehnike te vještine sežu daleko u prošlost, 9. stoljeće i samurajsko doba, kada su se tehnike prenosile unutar obitelji, svakodnevno testirale u borbi i usavršavale generacijama.
O-Sensei je u početku podučavao Daito-rju Aiki-džiju-džicu. U to doba vježbanje je karakteriziralo često korištenje udaraca u vitalne točke (atemi), često korištenje oružja (Buki-waza) i pravocrtniji pristup tehnikama nego što je slučaj u kasnijem razvoju aikida. O-Sensei razvio je aikido ponajviše bazirajući se na Daito-rju Aiki-džiju-džicu uključivajući pokrete, te koristeći jari, đo, i vjerojatno juken (bajunet). Definitivno najveći utjecaj je imalo korištenje katane (mač). U mnogo slučajeva, aikidoka (osoba koja trenira aikido) kreće se poput golorukog mačevaoca. Aikido udarci shomen uchi i yokomen uchi izvorno dolaze od napada oružjem, i rezultati tehnika su slični tehnikama oduzimanja oružja. Neke škole aikida ne treniraju uopće s oružjem, dok druge škole poput Iwama-Ryu obično potroše mnogo vremena s bokenom, đo, i tanto. U većini stilova, sve tehnike se mogu obaviti s mačem, gotovo isto kao i goloruk. Ove metode su sačuvane u učenjima njegovih učenika iz ranih dana, među kojima se nalazi i Gozo Shioda, koji će kasnije na tim učenjima osnovati Yoshinkan aikido.
Kroz vježbanje O-Sensei se postepeno udaljavao od Takedinog učenja i počeo unositi sve više svojih promjena. Velik utjecaj u duhovnom smislu u to vrijeme na njega je imao Onisaburo Deguchi, duhovni vođa religijske sekte Omoto-kyo. Duhovno prosvjetljenje koje je Ueshiba doživio dovelo ga je do razmišljanja da pobjeda i poraz više za njega nisu postojali, već da je sama suština Buda usklađivanje sa zakonima Svemira u svim područjima života, zaštita svog života na Zemlji kao dijelu Univerzuma i aktivno sudjelovanje u stvaranju miroljubivog društva. O-Senseijeve ideje bile su o pomirenju suprotstavljenih sila, uništenje rata i nasilja, a ne o sukobljavanju, nadvladavanju snage neprijatelja.
Rastući duhovni pogled na svijet utjecao je na promjene u aikido tehnikama koje su postajale mekše i kružnije. Udarci su postali manje bitni i formalni opus je pojednostavljen. Kao prirodna posljedica takvog razvoja, za razliku od ostalih Budo disciplina, u aikidu ne postoje natjecanja. 
Principi aikida vrijede izvan granica borilačke vještine. Dok se velik broj istočnjačkih vještina pretvorio u šport, aikido ostaje tradicionalna vještina koja se uči kroz suradnju dvaju partnera. Aikido spada u vještine koje nemaju organiziran sistem takmičenja, nego se prave javne demonstracije aikido tehnike, bilo putem seminara ili u nekom programu drugih manifestacija i takmičenja. Na tim prezentacijama tehnika se prikazuje s jednim ili više protivnika (Jū-waza) s upotrebom oružja ili bez njega. Ovo je napredniji i kompleksniji način prikazivanja tehnike i zahtijeva veće tehničko znanje. Najčešće je demonstriraju majstori ili učenici s većim stupnjem.
Širenje aikida po cijelom svijetu je počelo početkom 1948. godine, nekoliko godina nakon završetka Drugog svjetskog rata. Nakon smrti O-Senseija dolazi do širenja i osnivanja više škola aikida. Ove škole se u suštini ne razlikuju od izvornog aikida (Aikikaija). Cilj njihovog nastanka je ustvari želja pojedinih velikih majstora da postignu osobni cilj, odnosno da imaju nešto po čemu će se razlikovati od drugih.

### Omoto-Kyo
Omoto-Kyo učenja donijela su veliki utjecaj na duhovni koncept aikida. Omoto-Kyo je jedna od takozvanih novih religija u Japanu. Kult je osnovala Deguchi Nao (1837. – 1919.), nakon proživljavanja prosvjetljenja 1892. godine Njen zet, Deguchi Onisaburo (1871. – 1948.) je preuzeo vodstvo nakon njene smrti i uspješno je širio Omoto Kyo učenja po Japanu.
Cilj Omoto-Kyo leži u osnivanju zajednice temeljene na humanističkim i religijskim principima. Ekološki uzgoj je smatran ekonomskom osnovom zajednice. Duhovna baza Omoto-Kyo učenja je izvučena iz Kotodama, šintoističkog sustava učenja baziranog na tonovima i slogovima i Chinkon Ki-Shin, šintoističkog sustava meditacije i vježbi za pročišćavanje. Chinkon Ki-Shin je u usklađen sistem okupio Honda Chikaatsu, istraživač starih šinto skripta. Osnovna ideja je izvučena iz šinto centralne znanosti uma.

## Aikido škole
Za razliku od džuda koji je više manje jedinstven u poimanju i sistematizaciji vještine, u aikidu postoji više škola (stilova). Iako izvorno potiče od Moriheija Ueshibe, koji mu je i dao ime, danas u svijetu ima više škola aikida. Obično se ispred naziva aikido dodaje prefiks koji označava školu ili u kojem se vježba navedeni stil. 
- Aikikai
- Iwama-Ryū
- Tendo-Ryū aikido
- Ki aikido
- Kokikai aikido
- Shodokan aikido
- Yoshinkan aikido
- Yoseikan aikido
- Yuishinkai aikido
- Keijutsukai aikido
- Korindo aikido
- Kobayashi aikido
- Fugakukai aikido
- Nihon Goshin aikido
- Shin-Budo Kai aikido
- Shin’ei Taido[2]
- Realni aikido

## Vježbanje aikida

### Stupnjevi
| Rang    | Boja pojasa | Japanski naziv  |
| ------- | ----------- | --------------- |
| 6. Kyū  |             | Rokkyū (六級)   |
| 5. Kyū  |             | Gokyū (五級)    |
| 4. Kyū  |             | Yonkyū (四級)   |
| 3. Kyū  |             | Sankyū (三級)   |
| 2. Kyū  |             | Nikyū (二級)    |
| 1. Kyū  |             | Ikkyū (一級)    |
| 1. Dan  |             | Shodan (初段)   |
| 2. Dan  |             | Nidan (二段)    |
| 3. Dan  |             | Sandan (三段)   |
| 4. Dan  |             | Yondan (四段)   |
| 5. Dan  |             | Godan (五段)    |
| 6. Dan  |             | Rokudan (六段)  |
| 7. Dan  |             | Nanadan (七段)  |
| 8. Dan  |             | Hachidan (八段) |
| 9. Dan  |             | Kudan (九段)    |
| 10. Dan |             | Jūdan (十段)    |

Ljudi koji treniraju aikido su obično poznati kao aikidoke. Aikido ima sustav stupnjevanja tj. pojaseva, u kome svako tko predano vježba može da napreduje, ali ovaj sustav ne postoji sebe radi. Namjera je da se njime podstakne želja za daljim napredovanjem i da se ojača samopouzdanje pojedinca. Aikidoke su rangirani u skladu sa svojim znanjem i dužinom vježbanja. Postoji 6 učeničkih (Kyū) i 10 majstorskih (Dan). 

### Oprema
Dvorana u kojoj se trenira aikido zove se dođo. Prilikom ulaska u dođo potrebno je da se učenici poklone u znak poštovanja onog što se uči. Odjeća koja se nosi za vrijeme treninga zove se Aikidogi (kimono). Najčešće se nosi kimono bijele boje, kakav koriste vježbači za džudo, zato što je on veoma izdržljiv. Da biste mogli da učvrstite kimono potrebno je da imate obi (pojas). Stupnjevi se ne obilježavaju pojasevima u boji, već svi koji nemaju majstorsko zvanje nose bijeli pojas. Majstori aikida pored crnog pojasa nose i hakamu crne ili teget boje. Hakama je dio tradicionalne japanske odjeće koji podsjeća na široke pantalone. Hakama se vezuje trakama oko struka i nose je nosioci crnog pojasa (yūdansha). Djevojke viših pojaseva u nekim klubovima nose bijele hakame iako nemaju dan pojas. 

### Oružje
U aikidu se pored tehnika bez upotrebe oružja, vježbaju i tehnike s oružjem. Za vježbanje aikida potrebno je imati i boken. Boken svojim oblikom veoma podsjeća na katanu. Osim bokena u aikidu se koristi đo i tanto.

## Aikido u Hrvatskoj
U Hrvatsku je aikido došao iz Slovenije 70-tih i 80-ih godina 20 stoljeća. Prvi klubovi su se pojavili u Splitu i Zadru. U Zadru je 
1987. godine osnovan "Aikido klub Zadar", a u Splitu 1989. Aikido klub "Jadran". Početkom 1990-ih aikido se pojavljuje i u Zagrebu, gdje ih danas ima najviše. Aikido društvo "Zagreb" je osnovano 1992. godine i prvi su u Zagrebu promovirali aikido. Zahvaljujući napornom radu, vježbanju i promoviranju, danas se aikido vježba u svim važnijim gradovima u Hrvatskoj. 

### Savezi u Hrvatskoj
- Hrvatski aikido savez (HAS)
- Hrvatski takemusu aikido savez (TAAC)
- Zagrebački aikido savez

### Klubovi u Hrvatskoj
- Aikido klub "Izvor" Zagreb - Takemusu Aiki dojo, Iwama-ryu
- Aikido klub "Maestral" Split[4]
- Aikido klub Iwama Split[5]
- Aikido Rovinj[6]
- Aikido klub Zadar
- Aikido klub "Donat" Zadar
- Aikido društvo Zagreb
- Ki Aikido Dojo Zagreb[7]
- Aikido klub "Musubi" Zagreb
- Aikido klub Takemusu Giri - Rijeka[8]
- Aikido klub "Bonaca" Split
- Aikido Jadran Split
- Ki Aikido klub "Donat" Zadar
- Aikido klub "Bjelovar"
- Aiki En Dojo Zagreb
- Aikido klub Rijeka
- Aikido klub "Aikikai Požega"
- Aikido klub "Aikikai Varaždin"
- Aikido klub "Aikikai Grič" Zagreb
- Aikido klub "Aikikai Zagreb"
- Aikido Društvo "Osijek" Osijek
- Aikido Društvo "Essek" Osijek
- Aikido društvo "Ki Dojo Osijek"
- Aikido klub "Zanshin" Makarska
- Aikido klub "Kaštela - Gen Ki" Kaštel Sućurac
- Aikido klub "Yasuragi" Rijeka
- Aikido Dojo "Solin" Solin
- Aikido klub "Pula" Pula
- Aikido klub "Kobra" Zagreb
- Aikido Društvo "Slavonija" BinDoKan dojo / Valpovo-Osijek
- Aikido klub "Kitasu" Samobor
- Aikido Yoshinkan Split[9]
- Aikido klub "Panonia" Tenja
- Aikido klub Ivanić-Grad
- Aikidojo Sesvete[10]
- Aikido klub "Aikikai Cavtat"
- Aikido klub "Aikikai Dubrovnik"
- Aikido klub "Put" Zagreb

## Vanjske poveznice
- The AikiWiki Wiki stranice na AikiWebu
- The Aikido FAQ Velika kolekcija eseja, multimedije i humora
- AikiWeb Aikido Information  Arhivirana inačica izvorne stranice od 27. rujna 2007. (Wayback Machine) su ogromne stranice o aikidu
- Introduction of Aikido Japanese Aikido master Ichiro Shishiya teaches us a lot of techniques of Aikido.
- Aikido Journal Website ogroman izvor aikido informacija